# Площа Жигмонда Моріца

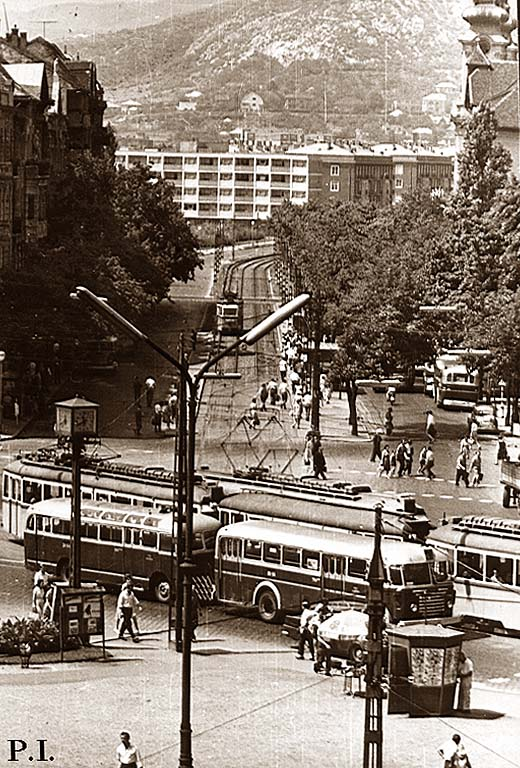
Історичне фото площі 1960 року

Площа Жигмонда Моріца (угор. Móricz Zsigmond körtér) — це квадратна площа в Будапешті (Угорщина), що названа на честь угорського письменника Жигмонда Моріца.

## Розташування
Площа розташована в Ужбуда — 11-му районі Будапешта на стику одних з головних бульварів Будапешта Бели Бартока та Віллані ут. Вона знаходиться у безпосередній близькості до річки Дунай.
У 1929 році площа була спочатку названа на честь регента Угорського королівства (1920—1944) Міклоша Горті, але була перейменована в 1945 році на честь відомого Угорського письменника Жигмонда Моріца.

## Події Угорської революції
В 1956 році на площі точились запеклі бої в ході Угорської революції 1956 року.
25 жовтня угорські повстанці створити кілька опорних точок на площі та здійснювали напади на радянські танки, завдаючи їм відчутних втрат.
За зброю взялися здебільшого дуже молоді люди, у тому числі і дівчата, і навіть підлітки — робітники, учні профтехучилищ, школярі. Вони стікалися з робітничих гуртожитків найбідніших робочих кварталів Будапешта, з студентських гуртожитків. Більшість з них йшло на танки не через політичні мотиви — скоріше ними керувало відчуття безвиході, нерідко посилюване власним маргінальним положенням, особистими бідами. Збройна боротьба відкривала їм якийсь романтичний, героїчний вихід, обдаровувала почуттям солідарності — бо населення повсюдно підтримувало повстанців.
Старші люди, вихідці з інтелігенції зустрічалися серед них рідко. Хоча саме вони ставали першими командирами повстанських загонів — оскільки вже мали елементарні навички керівництва, а також — військовий та політичний досвід. Чимало було серед повстанців і справжніх пештських «крутих хлопців», що вже мали справу з законом. Але і таких захопили наївна віра і нічим не заплямоване геройство більшості.

### Незвичайний пам'ятник
На честь 60-ї річниці угорської революції 1956 року на площі Жигмонда Моріца (Móricz Zsigmond körtér) з'явився незвичайний пам'ятник.
На бетонній смузі, яка оперізує круглий павільйон спуску до станції метро з'явився напис: "Képtalálat a következőre: «Móricz Zsigmond körtér 1956 os emlékmű». Його видно лише в дощову погоду, коли літери набувають більш темного кольору.
Це цитата з твору відомого угорського прозаїка і драматурга Іштвана Еркеня «Молитва про Будапешт» (Fohász Budapestért):
|  | Сьогодні в усьому світі, на кожній карті і на кожному глобусі перепишуть твоє ім'я, Будапешт. Це вже не назва міста. З сьогоднішнього дня Будапешт означає, що проти танків можна боротися без зброї. На всіх мовах світу Будапешт означає вірність, самопожертва, свободу, честь нації. Кожен, хто любить своє рідне місто, каже: «Стань таким, як Будапешт!» І я теж хочу, щоб ти назавжди залишився таким, який ти сьогодні, Будапешт. Місто гордих і сміливих людей, надсилають нас на правильний шлях, світло дороговказною зірки — Будапешт! Будь гостинний до людей будь-якої нації, але більше ніколи не терпи в своїх благословенних стінах натовпу завойовників і чужі прапори. Будапешт, будь справжнім Будапештом і зроби так, щоб ми, твої негідні сини, стали гідні і тебе, і один одного |

.

## Особливості
Головною особливістю площі є будівля у вигляді грибу, що побудована в 1942 році в середині кругового руху, з метою розташування в ній магазинів, а також електричного трансформатора розподілу струму для функціонування трамвайної мережі міста.
Цей гриб був призначений для реконструкції відповідно до архітектури району та будівництва M4 лінія Будапештського метро. Будівля була повністю відремонтовано до літа 2014 року.
На площі є зупинка лінії М4 Будапештського метро.